# Fernando Ospina Hernández
Fernando Ospina Hernández (Medellín, 29 de marzo de 1929-Bogotá, 15 de diciembre de 2021) fue un político, académico, ingeniero eléctrico y electrónico y empresario colombiano. Representante a la Cámara por Antioquia y Chocó (1982-1986) y perteneció al Directorio Conservador de Antioquia y presidió su consejo ideológico (1980-1982).

## Biografía

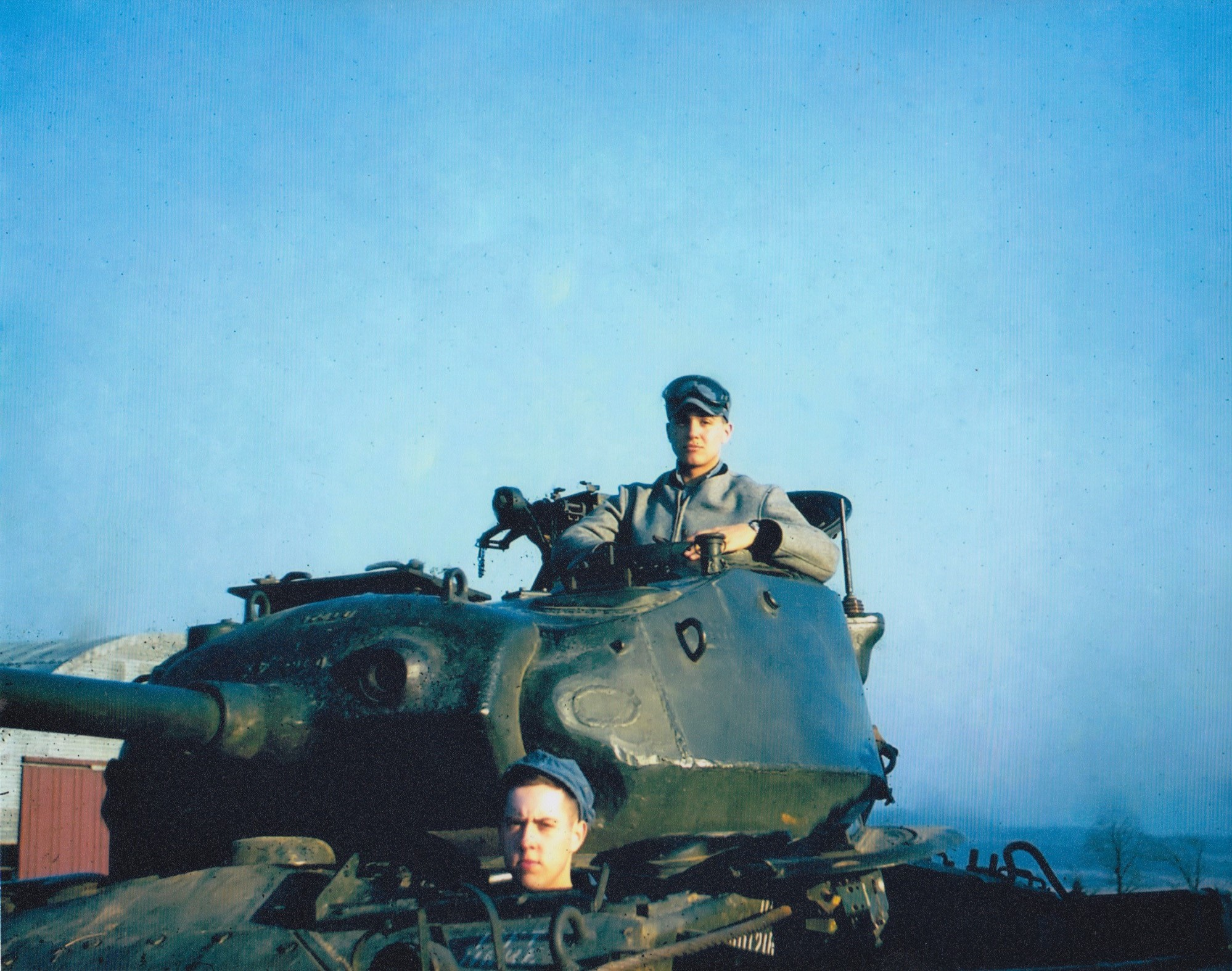
Fernando Ospina Hernández durante su especialización en tanques en el Fort Knox en Kentucky.

Fernando Ospina Hernández fue hijo del expresidente colombiano Mariano Ospina Pérez y Bertha Hernández de Ospina. Estudió Ingeniería Eléctrica y Electrónica en la Virginia Military Institute y se especializó en tanques en el Fort Knox en Kentucky.  
En el sector empresarial y académico, fue miembro fundador de varias entidades públicas y privadas, entre ellas el Instituto Colombiano de Normas Técnicas y Certificaciones ICONTEC, Asociación Colombiana de Coleccionistas de Armas ACCA, Museo Militar de Colombia, Asociación Colombiana de Ingenieros Eléctricos, Mecánicos y Afines ACIEM, Prohuila Ltda. Fue director ejecutivo del Movimiento Colombiano de Reconstrucción Rural MCRR de 1970 a 1972 con sedes en Cogua, Cundinamarca y Prado en el Tolima.

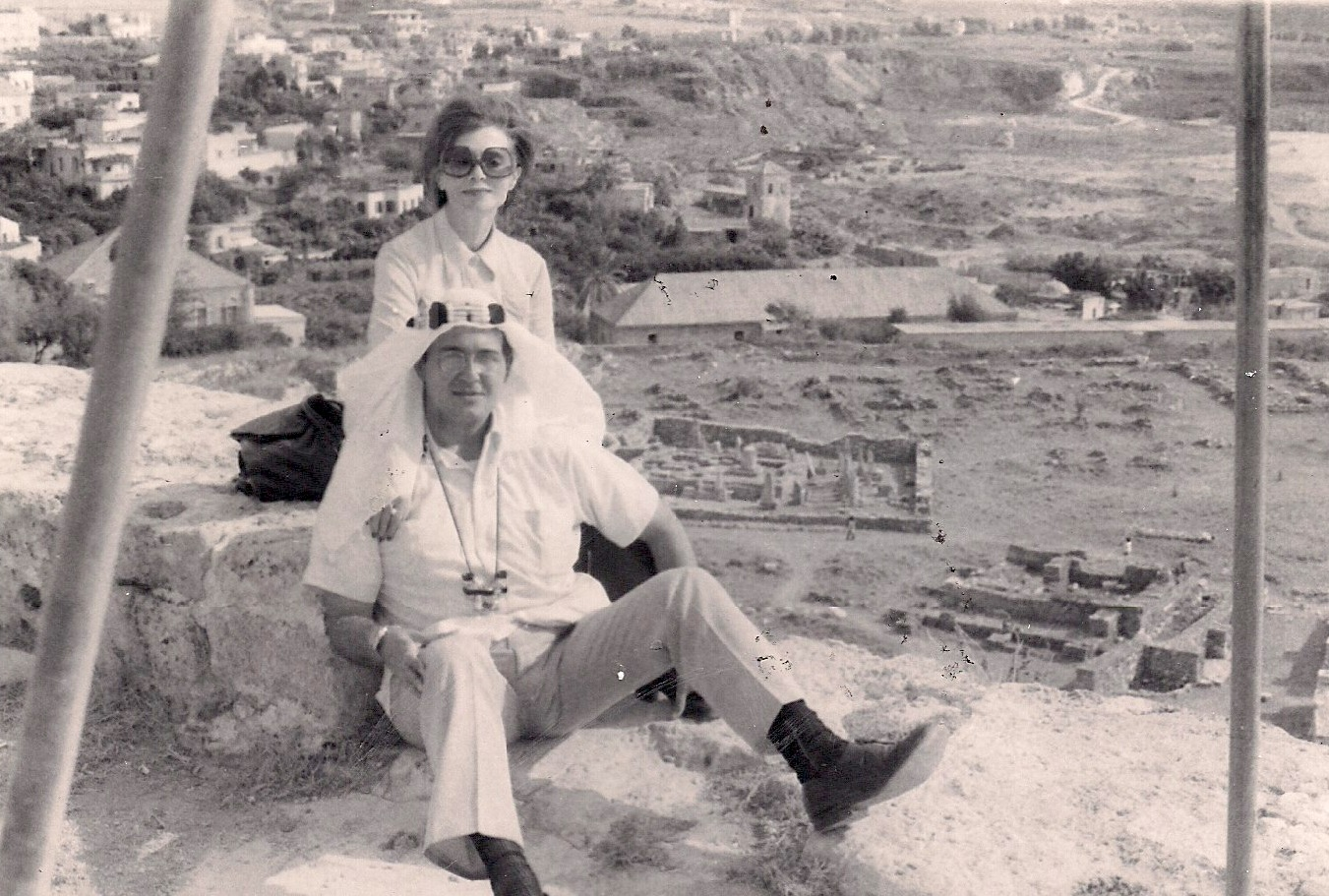
Los Ospina en Jordania

Durante su trayectoria en la política fue miembro del Directorio Conservador de Antioquia entre 1980 a 1986 y Representante a la Cámara por Antioquia y Chocó para el periodo legislativo de 1982-1986 en la Comisión Quinta Constitucional: Vivienda, Educación, Salud y Turismo.
Fernando Ospina Hernández y su esposa Olga Duque de Ospina ofrecían un tradicional almuerzo con fríjoles en su residencia de Bogotá, al cual eran invitados numerosos personajes de la política, la industria y la diplomacia.
Falleció en Bogotá a los 92 años en la noche del 15 de diciembre de 2021.